# Limbaži
Limbaži (niem.: Lemsal) – miasto na północy Łotwy 90 km od Rygi. Liczba ludności wynosi około 8 tys. Założona w XIII wieku w pobliżu zamku arcybiskupa Rygi. Prawa miejskie uzyskało w roku 1385, w średniowieczu było ufortyfikowanym miastem z murami miejskimi z kamienia.
Znajduje się tu łotewski ośrodek olimpijski szkolenia załóg canoe i kajakarzy.
W mieście rozwinął się przemysł metalowy, spożywczy oraz lekki.

## Współpraca
- Anklam, Niemcy
- Klippan, Szwecja